# Staré Město (Bruntáli járás)
Staré Město község Csehországban, Bruntáli járásban. Staré Město Světlá Hora, Rudná pod Pradědem, Bruntál, Moravskoslezský Kočov, Václavov u Bruntálu és Široká Niva településekkel határos. Lakosainak száma 911 fő (2024. január 1.).

## Népesség
A település lakosságának változását az alábbi diagram mutatja:
| Lakosok száma | 1384 | 1517 | 1325 | 752  | 743  | 670  | 906  | 909  | 919  | 911  |
|               | 1869 | 1890 | 1921 | 1950 | 1980 | 2001 | 2017 | 2019 | 2022 | 2024 |